# Кавадзу, Акитоси
Акитоси Кавадзу (яп. 河津 秋敏 Кавадзу Акитоси, род. 5 ноября 1962, префектура Кумамото, Япония) — знаменитый продюсер японских компьютерных игр, известный по работе в компании Square (позже Square Enix), к которой присоединился ещё в 1985 году. Стоял у истоков таких игровых серий как Final Fantasy, SaGa и Crystal Chronicles. Участвовал в разработке более двух десятков игр компании и на данный момент занимает должность начальника второй производственной команды.
По состоянию на 2017 год, он единственный в SquareEnix, кто работал в основной команде над оригинальной Final Fantasy I, все остальные члены той команды покинули компанию.

## Участие в проектах
- Final Fantasy — игровой дизайнер;
- Final Fantasy II — игровой дизайнер;
- The Final Fantasy Legend — руководитель и сценарист
- Final Fantasy Legend II — руководитель и сценарист
- Romancing SaGa — руководитель, сценарист, системный дизайнер, планировщик сражений
- Romancing SaGa 2 — руководитель, сценарист, игровой дизайнер
- Romancing SaGa 3 — руководитель
- Rudra no Hihō — главный управляющий
- SaGa Frontier — продюсер и руководитель
- SaGa Frontier 2 — продюсер
- Racing Lagoon — продюсер
- Legend of Mana — продюсер
- Hataraku Chocobo — продюсер
- Wild Card — игровой дизайнер;
- Unlimited Saga — продюсер и руководитель
- Final Fantasy Crystal Chronicles — продюсер
- Romancing SaGa: Minstrel Song — продюсер и руководитель
- Code Age Commanders: Tsugu Mono Tsuga Reru Mono — исполнительный продюсер
- Final Fantasy XII — исполнительный продюсер (совместно с Ёити Вада)
- Final Fantasy XII: Revenant Wings — исполнительный продюсер
- Final Fantasy Tactics A2: Grimoire of the Rift — исполнительный продюсер[2]
- Final Fantasy Crystal Chronicles: Ring of Fates — исполнительный продюсер
- Final Fantasy Crystal Chronicles: My Life as a King — исполнительный продюсер
- Final Fantasy Crystal Chronicles: The Crystal Bearers — продюсер, сценарист
- The Last Remnant — исполнительный продюсер[3]
- Mario Sports Mix — особая благодарность
- It’s New Frontier — дизайнер[4]